# Michael Ratajczak
Michael Ratajczak (* 16. April 1982 in Herne) ist ein ehemaliger deutscher Fußballtorhüter und heutiger Torwarttrainer.

## Spielerkarriere
Michael Ratajczak begann seine Karriere bei der SG Herten Langenbochum. Noch in der Jugend wechselte er zum FC Schalke 04 und später zu Borussia Dortmund. Unter Reserve-Trainer Horst Köppel bestritt er 2001 seine ersten Spiele in der Oberliga Westfalen. Für die zweite Mannschaft des BVB absolvierte er in der Saison 2002/03 zudem 18 Spiele in der Regionalliga. 2003 wechselte er zum Zweitligisten LR Ahlen, für den er in zwei Spielzeiten sieben Spiele bestritt, aber nicht an Stammtorhüter Bernd Meier vorbei kam. Danach führte ihn sein Weg zurück in die Regionalliga zu Rot-Weiß Erfurt, wo er in zwei Jahren auf 29 Einsätze kam.
Ab der Saison 2007/08 war er bei Fortuna Düsseldorf unter Vertrag. Dort konnte er sich zunächst nicht als Nummer eins durchsetzen und bestritt nur sechs Spiele am Ende der Regionalligasaison 2007/08, da Michael Melka einen Bandscheibenvorfall erlitt. Nachdem Düsseldorf in der Saison 2007/08 lange um den Aufstieg in die 2. Bundesliga mitgespielt hatte, verpasste man diesen mit dem dritten Tabellenplatz nur knapp, allerdings konnte man sich für die neu eingeführte, eingleisige 3. Liga qualifizieren. Am Ende der Drittligasaison 2008/09 stand der 2. Tabellenplatz, wodurch Ratajczak mit Düsseldorf in die 2. Bundesliga aufstieg. Am ersten Spieltag der Zweitligasaison 2009/10 konnte Ratajczak erneut von einer Verletzung Melkas profitieren und war in der kompletten Spielzeit die Nummer eins, auch nachdem Melka wieder zurückgekehrt war. In der darauf folgenden Spielzeit wurde Ratajczak nach vier Niederlagen in den ersten vier Spielen wieder gegen seinen Konkurrenten Melka ausgetauscht. Als dieser jedoch im Februar 2011 wieder verletzt ausfiel, durfte er erneut für den Rest der Saison ins Tor. Auch in der Hinrunde der Saison 2011/12 war er Stammtorwart, ehe er diesen Posten Mitte der Rückrunde an Robert Almer verlor. In den letzten drei Spielen der Saison kam er jedoch wieder zum Einsatz. Auch in der Relegation gegen Hertha BSC spielte Ratajczak. Auch dank seiner Leistungen stieg Fortuna Düsseldorf in die Bundesliga auf. Nach der Verpflichtung des Torhüters Fabian Giefer wurde sein Vertrag in Düsseldorf allerdings anschließend nicht verlängert.
Zur Saison 2012/13 hatte Ratajczak ein Angebot, nach Griechenland zu Asteras Tripolis zu wechseln, entschied sich jedoch dagegen. Während seiner Vereinslosigkeit hielt er sich bei Uwe Kamps und Borussia Mönchengladbach fit.
Ende Januar 2013 unterschrieb Ratajczak dann einen Vertrag beim belgischen Zweitligisten White Star Woluwe bis zum Saisonende 2012/13.
Zur Saison 2013/14 schloss sich Ratajczak dem Drittligisten MSV Duisburg an. Bei diesem nahm er anschließend die Stammposition im Tor ein und erreichte mit der Mannschaft 2015 die Rückkehr in die Zweitklassigkeit. Nach dem Wiederabstieg 2016 verließ er den Verein und war daraufhin vereinslos.
Im Januar 2017 schloss er sich dem SC Paderborn 07 an. In seiner ersten Saison wäre Ratajczak mit Paderborn als Tabellenachtzehnter beinahe in die Regionalliga abgestiegen. Sportlich stand Paderborn schon als Drittligaabsteiger fest, allerdings konnte Paderborn nachträglich die Klasse halten, da dem Zweitligaabsteiger TSV 1860 München die Drittligalizenz verwehrt wurde. Am Ende der Drittligasaison 2017/18 stand der zweite Tabellenplatz mit Paderborn, wodurch Ratajczak zum dritten Mal in seiner Karriere der Aufstieg in die 2. Bundesliga gelang.
Nach der Verletzung von Ersatztorhüter Martin Hansen, der den zur TSG 1899 Hoffenheim gewechselten Michael Esser ersetzen sollte, wurde Ratajczak im Januar 2020 von Hannover 96 als Back-Up für Stammtorhüter Ron-Robert Zieler verpflichtet. Bei den Niedersachsen besaß er einen Vertrag bis Juni 2021, nach Vertragsende beendete er seine aktive Karriere.

## Trainerkarriere
Nach seinem Karriereende wurde Ratajczak zur Saison 2021/22 Torwarttrainer bei den Profis von Hannover 96. Er besitzt einen Vertrag bis 2023.

## Auszeichnungen und Erfolge
- Gewinner des "Die weiße Weste"-Awards als Torhüter mit den meisten Zu-Null-Einsätzen der 2. Bundesliga in der Saison 2009/10
- Aufstieg in die 2. Bundesliga 2009 mit Fortuna Düsseldorf
- Aufstieg in die Bundesliga 2012 mit Fortuna Düsseldorf
- Aufstieg in die 2. Bundesliga 2015 mit dem MSV Duisburg
- Aufstieg in die 2. Bundesliga 2018 mit dem SC Paderborn 07
- Aufstieg in die Bundesliga 2019 mit dem SC Paderborn 07
- Aufstieg in die Regionalliga Nord 2002 mit Borussia Dortmund II
- Aufstieg in die Regionalliga West 2009 mit Fortuna Düsseldorf II